# Wielkie Usta
Wielkie Usta (w języku lakota Eh-ton-kah, ang. Big Mouth, ur. 1830, zm. 29 października 1869) – wódz Indian z północnoamerykańskiego plemienia Siuksów Brulé, zabity przez innego z wodzów plemienia w sporze o władzę nad grupą i jej politykę w stosunku do białych. 

## Życiorys
Pochodzący z grupy Oglala, dzięki swej waleczności w latach 60. XIX w. został wodzem Brulé z agencji Whetstone nad rzeką Missouri. Był sygnatariuszem traktatu w Fort Laramie w 1868 r., przeciwnikiem współpracy z białymi Amerykanami, rywalizującym ze sprzyjającym im wodzem plemienia Pstrym Ogonem (ang. Spotted Tail). 
Gdy okazało się, że jego wezwania do oporu przeciw białym trafiają na podatny grunt Brulé, niezadowolonych z trudnych warunków życia w agencji, Pstry Ogon postanowił pozbyć się rywala gdy ten, ponoć pijany, wymierzył do niego z karabinu. Przytrzymany przez przyjaciół Pstrego Ogona, został przez niego zastrzelony z zimną krwią, co wywołało wzburzenie wielu Indian z agencji i pogłębiło podziały wśród nich.